# 洗心禅寺
洗心禅寺（せんしんぜんじ）は、中華人民共和国湖南省長沙市望城区にある仏教寺院。

## 歴史
明の万暦48年（1620年）僧人の漢月法蔵により創建された。当時は洗心庵と称した。
中華民国の時、この寺は107間部屋、70人の僧侶、400畝の土地を持つ。
1966年、毛沢東が文化大革命を発動し、寺院の宗教活動は中止に追い込まれた。紅衛兵により寺廟などの宗教施設が徹底的に破壊された。寺内のすべての文化財が消えた。
21世紀の初期、中国仏教協会会長の一誠は寺院を重修すると誓った。2002年9月、一誠は弟子の釈悟聖を派遣して寺の仕事を再建する。
2008年2月24日、一尊はタイからの四面仏ブラフマーに、寺に奉納されている。

## 伽藍
山門、天王殿、大雄宝殿（本堂）、鐘楼、鼓楼、蔵経閣。

## ギャラリー
- 大雄宝殿（本堂）
- 天王殿
- 蔵経閣
- 四面仏ブラフマー
- 石獅子
- 貔貅
- 阿羅漢
- 石灯籠
- 香炉
- 鼓楼

## 主な住僧
- 一誠（元中国仏教協会会長）